# Уитни, Джеймс Паундер
Дже́ймс Па́ундер Уи́тни (англ. James Pounder Whitney; 30 ноября 1857, Марсден, Уэст-Йоркшир — 17 июня 1939, Кембридж) — профессор церковной истории в университете Кембриджа c 1919 года, один из редакторов первых трёх томов «The Cambridge Medieval History».

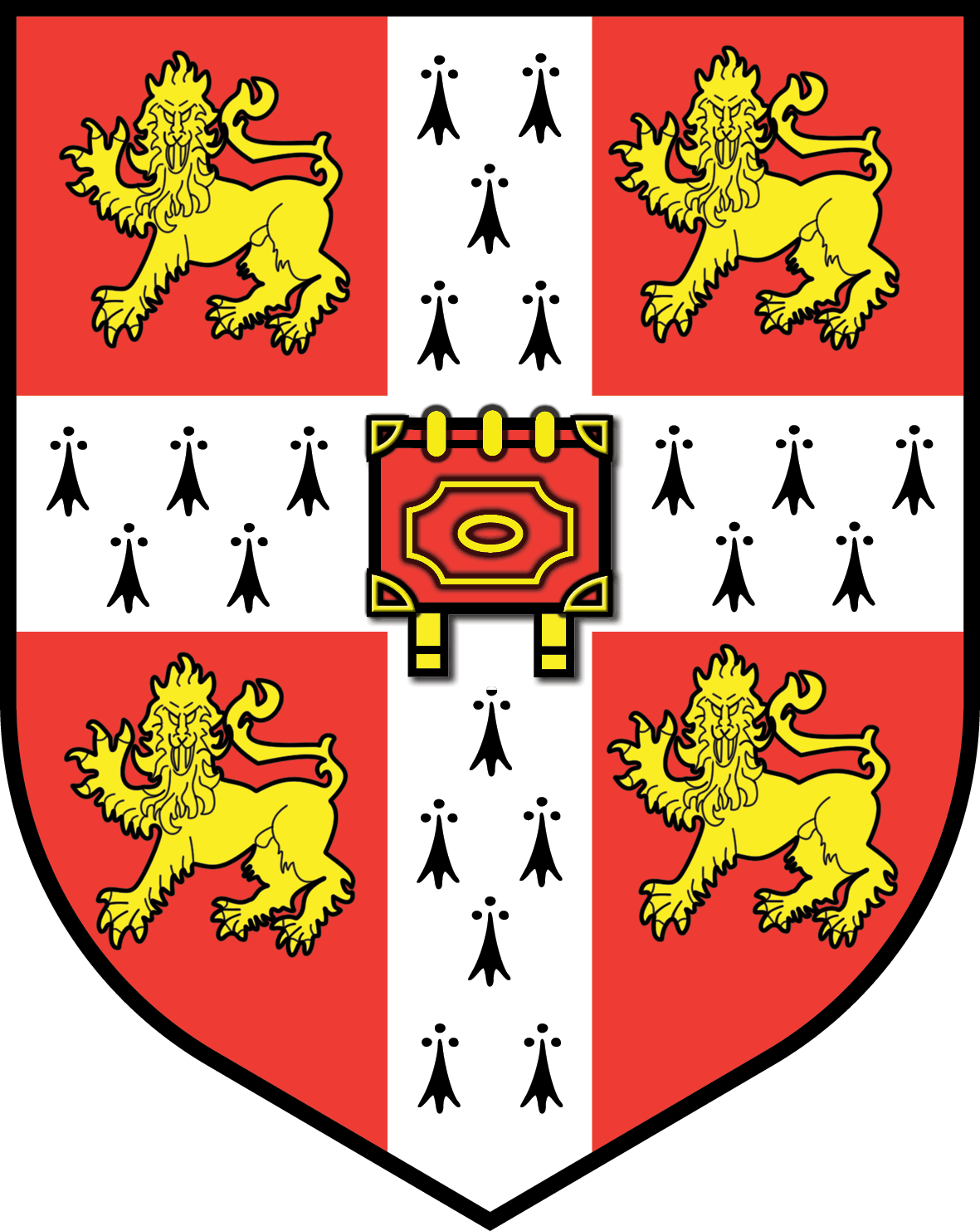
Эмблема Кембриджского университета.

Джеймс Паундер Уитни был сыном викария Марсдена и Хаддерсфилдa Томаса Уитни. Получил образование в King James’s Grammar School (Олмондбери), Owens College Манчестерского и King’s College Кембриджского университетов. В 1881 году он сдал трайпос по математике и истории с лучшими результатами в году. В 1895 году он был посвящён в духовный сан и стал ректором Мильтона. В 1900—1905 годах он занимал пост директора Bishop’s College в Ленноксвилле (Квебек). В 1908—1918 годах Уитни был профессором церковной истории в King’s College в лондонском Кингс-колледже. В 1919 году он стал профессором церковной истории Кембриджского университета.
В 1907 году под заголовком «The Reformation» Уитни издал обзор истории церкви с 1500 по 1648 год. Тогда же он написал главу «The Helvetic Reformation» для второго тома «The Cambridge Modern History». С января 1907 по май 1922 года он был одним из редакторов (а после смерти в ноябре 1916 года Гуоткина — единственным редактором) первых трёх томов «The Cambridge Medieval History», для которой он написал также главу «The Conversion of the Teutons». Уитни был ответственным за выпуск третьего тома. Также в послевоенный период Уитни опубликовал небольшие исследования «The Literature of the Reformation» и «The Episcopate and the Reformation». Работы Уитни показывают высокий уровень его эрудиции и до настоящего времени сохраняют своё значение, хотя и являются немного ограниченными его исключительно религиозным интересом.

## Работы
- The higher criticism: A sermon, together with an open letter to His Lordship the Bishop-Coadjutor of Montreal with reference to his Provincial Synod sermon. — 1904.
- The Reformation: Being an Outline of the History of the Church from A. D. 1503 to A. D. 1648. — 1907. Позднейшие переиздания под заголовком «History of the Reformation».
- Pope Gregory VII and the Hildebrandine ideal. — 1910.
- The Conversion of the Teutons. // The Cambridge Medieval History. — Vol. I: The Christian Roman Empire and the Foundation of the Teutonic Kingdoms / ed J.P. Whitney, H.M. Gwatkin. — Cambridge: Cambridge University Press, 1911.
- The Episcopate and the Reformation: Our Outlook. — London: Walter Scott, 1917.
- Erasmus. // The English Historical Review. — Vol. 35, № 137 (Jan. 1920). — P. 1—25.
- Bibliography of church history. — London: Historical Association, 1923.
- Hildebrandine Essays. — Cambridge: Cambridge University Press, 1932.
- Reformation Essays. — London: Society for Promoting Christian Knowledge, 1939.